# Tlegonkhotana
Tlegonkhotana (Tlegon-khotana, Innoka-khotana, Holikachuk), pleme Indijanaca, porodica Athapaskan, s rijeke Innoko, danas nastanjeni u Graylingu (vrsta ribe) na donjem Yukonu, gdje su se naselili 1963. godine. 
Hodge za njih kaže da žive na rijeci Tlegon i da su ogranak Kaiyuhkhotana te da im pripadaju sela Innoka, Tlegoshitno i Talitui. Zagorskin ih naziva Thljegonchotana a Petroff Tlegon Khotana.
U novije doba preostalo ih je oko 200, od kojih tek 12 ili manje govori materinskim jezikom holikachuk.

## Vanjske poveznice
- Nagpra Notices Of Intent To Repatriate -Organized Village of Grayling  Arhivirana inačica izvorne stranice od 13. listopada 2006. (Wayback Machine)